# Víctor Barrio
Víctor Barrio Hernanz conocido como Víctor Barrio en los carteles (Grajera, Segovia, 29 de mayo de 1987-Teruel, 9 de julio de 2016) fue un torero español. Falleció a los 29 años por una cornada en el tórax recibida del toro Lorenzo en la plaza de toros de Teruel.

## Biografía
Su primera actuación en público como novillero sin picadores fue el 13 de julio de 2008 en Las Ventas de Retamosa, Toledo. Debutó con picadores el 29 de agosto de 2009 en la plaza de toros de Sepúlveda (Segovia). Obtuvo grandes reconocimientos como novillero, con los premios al mejor novillero de San Isidro 2011 entregados en Bilbao y Santander, y también los premios Alfarero de Oro (Villaseca de la Sagra), Frascuelo de Plata (Moralzarzal), Espiga de Oro (Calasparra).
Tomó la alternativa en la plaza de toros de Las Ventas de Madrid el Domingo de Resurrección 8 de abril de 2012 siendo padrino El Fundi y testigo Juan del Álamo con toros de José Luis Pereda. Se guardó un minuto de silencio por el cincuenta aniversario de la muerte de Belmonte. En 2015 le fueron otorgados el Trofeo Mesonero Mayor de Castilla (Segovia) y la Chimenea de Oro de Valdemorillo.
El 9 de julio de 2016 durante los festejos de La Vaquilla del Ángel, toreó junto a Curro Vázquez y Morenito de Aranda. Víctor, de 29 años, falleció como consecuencia de una cornada en el tórax infligida por el toro Lorenzo de 529 kilos y perteneciente a la ganadería de Los Maños que se lidió en tercer lugar. La muerte se produjo como consecuencia de una cornada en el tórax que, a través de la axila, penetró en el pulmón derecho, provocó la rotura de la arteria aorta torácica y la pérdida masiva de sangre, muriendo a los pocos minutos de ser corneado. Fue la primera muerte de un torero durante una corrida en España en más de 30 años, tras la de El Yiyo, fallecido el 30 de agosto de 1985 en Colmenar Viejo (Madrid). Se celebró un multitudinario funeral en Sepúlveda al que asistieron las autoridades, toreros y aficionados. Tras su muerte, numerosos animalistas y antitaurinos, publicaron mensajes que podían ser constitutivos de delito, emprendiendo la Fundación del Toro de Lidia y la familia de Víctor Barrio acciones judiciales contra los mensajes injuriosos y calumniosos. El 4 de septiembre de 2016 se celebró una corrida homenaje en la plaza de toros de Valladolid, con toros de Juan Pedro Domecq, Núñez del Cuvillo, Zalduendo, Domingo Hernández y Victoriano del Río para Padilla, José Tomás, Morante, El Juli, Manzanares y Talavante.
En 2017 se descubrió una placa en la plaza de toros de Valdemorillo, por cuya puerta grande había salido como novillero y matador. También se descubrió en la plaza de toros de Teruel un azulejo en su honor decorado con alas de ángel custodio. En 2021 se inauguró en Las Ventas el mosaico cerámico homenaje a Víctor Barrio junto a la Puerta Grande, obra de Luis Gordillo. Señalar además la Fundación Víctor Barrio para la divulgación de la tauromaquia, bajo el lema:

La tauromaquia, más que defenderla, hay que enseñarla.
Víctor Barrio